# Климонтович, Николай Юрьевич
Никола́й Ю́рьевич Климонто́вич (17 апреля 1951 — 4 июня 2015) — российский писатель и колумнист, драматург. Член Союза театральных деятелей (1984) и Союза Писателей СССР (1988), Русского ПЕН-центра (1992). Произведения переведены на английский, польский, финский и шведский языки.

## Биография
Родился в Москве в семье профессора МГУ Юрия Львовича Климонтовича. По окончании Московской физико-математической школы № 2 учился на Урале, затем продолжил обучение на физическом факультете МГУ, который и окончил в 1974 году. Издал книгу прозы «Ранние берега» (М., 1977), принимал участие в альманахе «Каталог» (США, Ардис, 1982).
Работал в печати — был заведующим московским бюро нью-йоркской газеты «Новое русское слово», колумнистом газет «Коммерсантъ-Daily», «Русский телеграф», «Общей газеты» и «Независимая газета».
Пьесы Николая Климонтовича «Снег. Недалеко от тюрьмы», «Без зеркал», «Бесноватая», «Карамазовы и ад», «Гранатовый браслет» шли на сценах Москвы и в театрах России

## Оценка прозы
Вот какую оценку роману Н. Климонтовича «Дорога в Рим» даёт критик Андрей Немзер:
Простодушным — клубничку со сливками, высоколобым — мифологизм с культурологией. Кому — полупьяные ностальгические слёзы (что говорить: десять-двадцать лет назад Запад был существенно западнее), кому — здоровый хохот (в книге довольно много по-настоящему смешных ситуаций). Можно по роману сделать развесёлый фильм (мягкое порно), можно — толковую курсовую работу (отслеживать мотивные игры Климонтовича нетрудно и увлекательно). «Дорога в Рим» — откровенно сконструированный бестселлер.

Литературный критик Павел Басинский отмечал, что 
книга Николая Климонтовича читается взахлёб, несмотря на кажущуюся «производственность» темы. Точно уловленные мелочи богемного быта 70—80-х годов увидены отнюдь не со сверхъестественной зоркостью писателя-орла, но обёрнуты в такую точную и доверительную интонацию, что у читателя буквально мурашки бегут по спине от узнаваемости предмета.
Книги Н. Климонтовича явно автобиографичны, что по мнению П. Басинского
объясняется попытками писателя духовно выжить в любых обстоятельствах. Стать героем собственного произведения. Не зачеркнуть и не скомкать несколько страниц своей жизни, а прописать их набело, содрогаясь от творческого удовольствия.

## Книги
- Ранние берега: Рассказы и повесть. М.: Советский писатель, 1977;
- Где отдыхают машины: Альбом для раскрашивания для детей дошкольного возраста. М.: Малыш, 1986
- Двойной альбом: Роман, рассказы. М., 1990
- Дорога в Рим: Роман. — Белгород: Риск, 1994 (с послесловием В. Салимона переиздано в Москве в 1995 г.)
- Последняя газета: Романы, рассказы. М.: Вагриус, 2000
- Запретная зона: Рассказы. М.: Гелеос; ACT, 2001
- Конец Арбата: Романы. М.: Гелеос, 2001
- Далее — везде…: Записки нестрогого юноши. М.: Вагриус, 2002
- «Скверные истории Пети Камнева», роман, М.: АСТ, 2009
- «Спич», два романа, М.: «Эксмо», 2011
- «Мы, значит, армяне, а вы на гобое», Год издания:	2010 Лирический роман об одиночестве творческого человека, стремящегося к простому житейскому счастью на склоне. Впервые опубликован «Октябрь», 2003, № 8

Всего около 20 наименований.

## Пьесы
- «Эпизод на две минуты»
- «Мама, это не ты подожгла лес»
- «Снег. Недалеко от тюрьмы»,
- «Бесноватая»,
- «Без зеркал»
- «Русские едут как во сне»
- «Карамазовы и Ад»
- «Слепой дуэлянт»
- «Гранатовый браслет»